# Alena Popchanka
Alena Popchanka, née le 28 juillet 1979 à Gomel en Biélorussie, est une nageuse biélorusse naturalisée française en 2005.

## Biographie
Née en Biélorussie, elle a six ans lorsque le réacteur numéro 4 de Tchernobyl implose. Sa mère conduit alors ses enfants pour quelques mois en Sibérie, ce qui a certainement eu pour effet de préserver leur santé des radiations les plus dangereuses.
Découvrant la natation par hasard, elle suit ensuite les filières normales des jeunes nageuses dans les républiques soviétiques. Elle intègre ainsi finalement l'institut des sports de Minsk.
En 1996, elle se qualifie pour les Jeux olympiques et atteint les demi-finales à ceux de 2000 sur 100 mètres nage libre.
En janvier 2002, elle a l'occasion, pendant la dictature biélorusse, de venir s'entraîner à Melun, en France, chez Philippe Lucas. Elle y obtient deux premiers titres avec les titres européens en petit bassin sur 100 et 200 mètres. En janvier 2003, elle rejoint le CS Clichy 92 où son nouvel entraîneur Fred Vergnoux la conduit au titre mondial sur 200 mètres lors des championnats mondiaux 2003 de Barcelone. Elle échoue ensuite lors des Jeux olympiques, trop fatiguée mais où elle atteindra les finales du 100 m nage libre et 100 m papillon.
En 2005, elle ne peut participer aux championnats du monde de Montréal sous ses nouvelles couleurs françaises. Sa naturalisation vécue comme une traîtrise, les dirigeants de son ancien pays lui refusent l'autorisation. Elle défend ses nouvelles couleurs en décembre 2005 lors des championnats d'Europe en petit bassin, remportant deux médailles, l'argent sur le 100 mètres papillon et le bronze sur 100 mètres. 
En 2006, elle participe aux Championnats d'Europe à Budapest pour la France. Les courses auxquelles elle participe sont : 50 m nage libre, 100 m nage libre, 200 m nage libre, 100 m papillon, relai 4×100 m nage libre et 4×200 m nage libre. Le 3 août, Alena Popchanka associée à Sophie Huber, Aurore Mongel et Laure Manaudou bat le record de France du 4×200 m nage libre en 7 min 56 s 44.
En 2007, elle participe aux championnats du monde de Melbourne, associée à Sophie Huber, Aurore Mongel et Laure Manaudou, elle remporte la médaille de bronze en établissant un nouveau record de France en 7 min 55 s 96.
Pour finir, elle se qualifie en 2008 pour les Jeux Olympiques de Beijing. Ses courses sont : 100 m papillon, 100 m nage libre, relais 4x100 m nage libre, relais 4x100 m nages combinés et relais 4 x 200 m nage libre.

## Palmarès

### Championnats du monde
- Championnats du monde 2003 à Barcelone
  -  Médaille d'or sur 200 mètres nage libre
- Championnats du monde 2007 à Melbourne
  -  Médaille de bronze au relais 4 × 200 mètres nage libre

### Championnats d'Europe
- Championnats d'Europe 2002 à Berlin
  -  Médaille de bronze sur 100 mètres nage libre
  -  Médaille de bronze sur 200 mètres nage libre
- Championnats d'Europe 2006 à Budapest
  -  Médaille de bronze sur 100 mètres papillon
  -  Médaille de bronze sur le relais 4 × 100 m nage libre
  -  Médaille de bronze sur le relais 4 × 100 m 4 nages
  -  Médaille de bronze sur le relais 4 × 200 m nage libre (1 min 59 s 60 au 1er relais, temps de l'équipe : 7 min 56 s 44)

### Championnats d'Europe(petit bassin)
- Championnats d'Europe 2002 à Riesa
  -  Médaille d'or sur 100 mètres nage libre
  -  Médaille d'or sur 200 mètres nage libre
- Championnats d'Europe 2003 à Dublin
  -  Médaille d'argent sur 100 mètres papillon
  -  Médaille de bronze sur 100 mètres nage libre
- Championnats d'Europe 2005 à Trieste (félicitations de Jacques Chirac)
  -  Médaille d'argent sur 100 mètres papillon
  -  Médaille de bronze  sur 100 mètres nage libre
- Championnats d'Europe 2006 à Helsinki
  -  Médaille d'argent sur 100 mètres nage libre
  -  Médaille d'or sur 200 mètres nage libre
- Championnats d'Europe 2007 à Debrecen
  -  Médaille d'argent sur 100 mètres papillon
  -  Médaille de bronze sur 4 × 50 mètres 4 nages

## Records détenus

### Nage libre
- Record de France du 100 m nage libre en petit bassin : 52 s 91 le 08/12/2006 à Helsinki (Finlande)

### Papillon
- Record de France du 100 m papillon en petit bassin : 57 s 55 le 16/12/2007 à Debrecen (Hongrie)
- Record de France du 50 m papillon : 26 s 97 le 26/03/2007 à Melbourne (Australie)
- Record de France du 100 m papillon : 58 s 33 le 06/04/2007 à Sheffield (Royaume-Uni)

### Relais
- Record de France du 4 × 50 m nage libre en petit bassin : 1 min 38 s 74 le 08/12/2006 à Helsinki (Finlande)
- Record de France du 4 × 100 m nage libre : 3 min 38 s 83 le 31/07/2007 à Budapest (Hongrie)
- Record de France du 4 × 200 m nage libre : 7 min 55 s 96 le 29/03/2007 à Melbourne (Australie)
- Record de France du 4 × 50 m 4 nages en petit bassin : 1 min 49 s 15 le 09/12/2006 à Helsinki (Finlande)
- Record de France du 4 × 100 m 4 nages : 4 min 03 s 64 le 06/08/2007 à Budapest (Hongrie)